# Wybory do Parlamentu Europejskiego w 2019 roku

Flaga Unii Europejskiej

Okręgi wyborcze w wyborach do Parlamentu Europejskiego w 2019 roku

Wybory do Parlamentu Europejskiego IX kadencji – wybory do Parlamentu Europejskiego odbyły się w 28 państwach członkowskich Unii Europejskiej. Zostały przeprowadzone w dniach 23–26 maja 2019. Były to dziewiąte od 1979 wybory bezpośrednie do Parlamentu Europejskiego. W wyborach wyłonionych zostało 778 posłów, z których mandat obejmie na początku kadencji parlamentu 751 posłów (przy założeniu braku brexitu) lub 705 (przy założeniu przeprowadzenia brexitu przed rozpoczęciem kadencji parlamentu).

## Podział mandatów
Podział mandatów został zmieniony, po tym jak doszło do wyjścia Wielkiej Brytanii ze struktur Unii Europejskiej.
| Państwo członkowskie | 2009 | 2014 | 2019 | Zmiana |
| -------------------- | ---- | ---- | ---- | ------ |
| Austria              | 17   | 18   | 19   | +1     |
| Belgia               | 22   | 21   | 21   | –      |
| Bułgaria             | 17   | 17   | 17   | –      |
| Chorwacja            | –    | 11   | 12   | +1     |
| Cypr                 | 6    | 6    | 6    | –      |
| Czechy               | 22   | 21   | 21   | –      |
| Dania                | 13   | 13   | 14   | +1     |
| Estonia              | 6    | 6    | 7    | +1     |
| Finlandia            | 13   | 13   | 14   | +1     |
| Francja              | 72   | 74   | 79   | +5     |
| Grecja               | 22   | 21   | 21   | –      |
| Hiszpania            | 50   | 54   | 59   | +5     |
| Holandia             | 25   | 26   | 29   | +3     |
| Irlandia             | 12   | 11   | 13   | +2     |
| Litwa                | 12   | 11   | 11   | –      |
| Luksemburg           | 6    | 6    | 6    | –      |
| Łotwa                | 8    | 8    | 8    | –      |
| Malta                | 5    | 6    | 6    | –      |
| Niemcy               | 99   | 96   | 96   | –      |
| Polska               | 50   | 51   | 52   | +1     |
| Portugalia           | 22   | 21   | 21   | –      |
| Rumunia              | 33   | 32   | 33   | +1     |
| Słowacja             | 13   | 13   | 14   | +1     |
| Słowenia             | 7    | 8    | 8    | –      |
| Szwecja              | 18   | 20   | 21   | +1     |
| Węgry                | 22   | 21   | 21   | –      |
| Wielka Brytania      | 72   | 73   | –    | –73    |
| Włochy               | 72   | 73   | 76   | +3     |
| Unia Europejska      | 736  | 751  | 705  | –46    |